# U 1000
U 1000 war ein deutsches U-Boot des Typs VII C/41, das im Zweiten Weltkrieg von der deutschen Kriegsmarine eingesetzt wurde.
Im November 1943 in Hamburg in Dienst gestellt, wurde das bei Blohm & Voss erbaute Boot nach einer Erprobungsphase im Juni 1944 nach Egersund in Norwegen verlegt. Während seiner einzigen Feindfahrt vor der norwegischen Küste bis zum nördlichen Polarkreis gab es keine Feindkontakte. Anschließend wurde U 1000 nach Bergen verlegt. Auf dieser Fahrt wurden zwei norwegische Soldaten der britischen Royal Air Force, deren De Havilland DH.98 Mosquitos zwei Tage zuvor von U 804 abgeschossen worden waren, aus Seenot gerettet.
Am 9. August 1944 wurde U 1000 in die Ostsee verlegt. Auf seinem Weg nach Reval lief U 1000 im August 1944 in der Nähe von Pillau auf eine britische Seemine. Schwer beschädigt konnte das Boot in den Hafen von Pillau einlaufen und wurde dort als Dauerhavarist aufgegeben. Die gesamte Besatzung hatte den Minentreffer überlebt und stieg auf U 3523 um. Bei dessen Untergang im darauffolgenden Jahr kam die ehemalige Besatzung von U 1000 ums Leben.